# 여호야킴
여호야킴(공동번역), 혹은 여호야김(개역개정)(히브리어: יהויקים, 그리스어: Ιωακείμ; 기원전 609년경 - 기원전 598년경 재위)은 분열 유다 왕국의 18대 왕으로 그도 역시 악한 짓을 저질렀다.
전왕 요시야와 루마 출신 프다야의 딸 즈비다의 아들로 본명은 '엘야킴' 이었으나 이집트의 왕 느코가 쳐들어와 형제이자 왕이었던 여호아하즈를 폐위시키고 엘야킴을 왕으로 세워 이름을 '예호야킴' 이라 바꿨다. 그리고 이집트에게 배상금을 물었다.
25세에 왕위에 오른 예호야킴은 다른 왕들과 다름 없이 악한 짓들을 저질렀다. 그러나 바빌론 제국의 왕 네부카드레자르 2세가 쳐들어와 그를 끌고 가 3년 동안 신하로 두었다.
그 후 다시 돌아와 바빌론에 반역을 하였으나 칼데아와 아람과 모압, 암몬 등의 약탈대가 쳐들어왔다.

## 배경
요시아가 죽은 후, 여호야킴의 동생 여호아하즈가 즉위하였으나 3개월 후 파라오 네카우 2세(느고)가 그를 폐위시키고, 엘리아김(히브리어: אֶלְיָקִים)을 왕으로 앉힌다. 엘리아김은 왕에 오르며 이름을 "여호야킴"(히브리어: יהויקים)으로 바꾸었다. 여호야킴은 기원전 598년까지 11년간 통치했으며, 그의 아들 여호야긴이 뒤를 이었다.

## 통치
기원전 609년 이집트 왕 네카우 2세가 메기도에서 요시아 왕을 살해한지 3개월 뒤 하란 전투에서 돌아온 후 이집트 왕 네카우 2세에 의해 왕으로 임명되었다. 네카우는 불과 3개월 만에 여호야김의 동생 여호아하즈를 폐위시키고 이집트로 데려갔다. 여호야킴은 이집트인들의 봉신으로 막대한 공물을 바치며 다스렸다. 그는 돈을 마련하기 위해 각 사람의 힘대로 액수를 정하고 은금을 징수하였다.
그러나 기원전 605년 카르케미시 전투에서 네부카드네자르 2세가 이끄는 바빌로니아가 이집트를 패퇴시킨 뒤 예루살렘을 포위한다. 여호야킴은 예루살렘의 파괴를 막기 위해 충성의 대상을 바빌론으로 바꾸었다. 국고를 털어 공물을 바쳤고, 성전의 기물과 왕실과 귀족들 중 일부를 넘겨주었다. 이 때 다니엘도 함께 끌려갔다.
예레미야 선지자는 여호야킴의 정책을 비판하면서 회개하고 율법을 지킬 것을 촉구했다. 또 다른 예언자인 스마야의 아들 우리야 역시 같은 메시지를 전했는데, 여호야킴은 그의 처형을 명령했다.

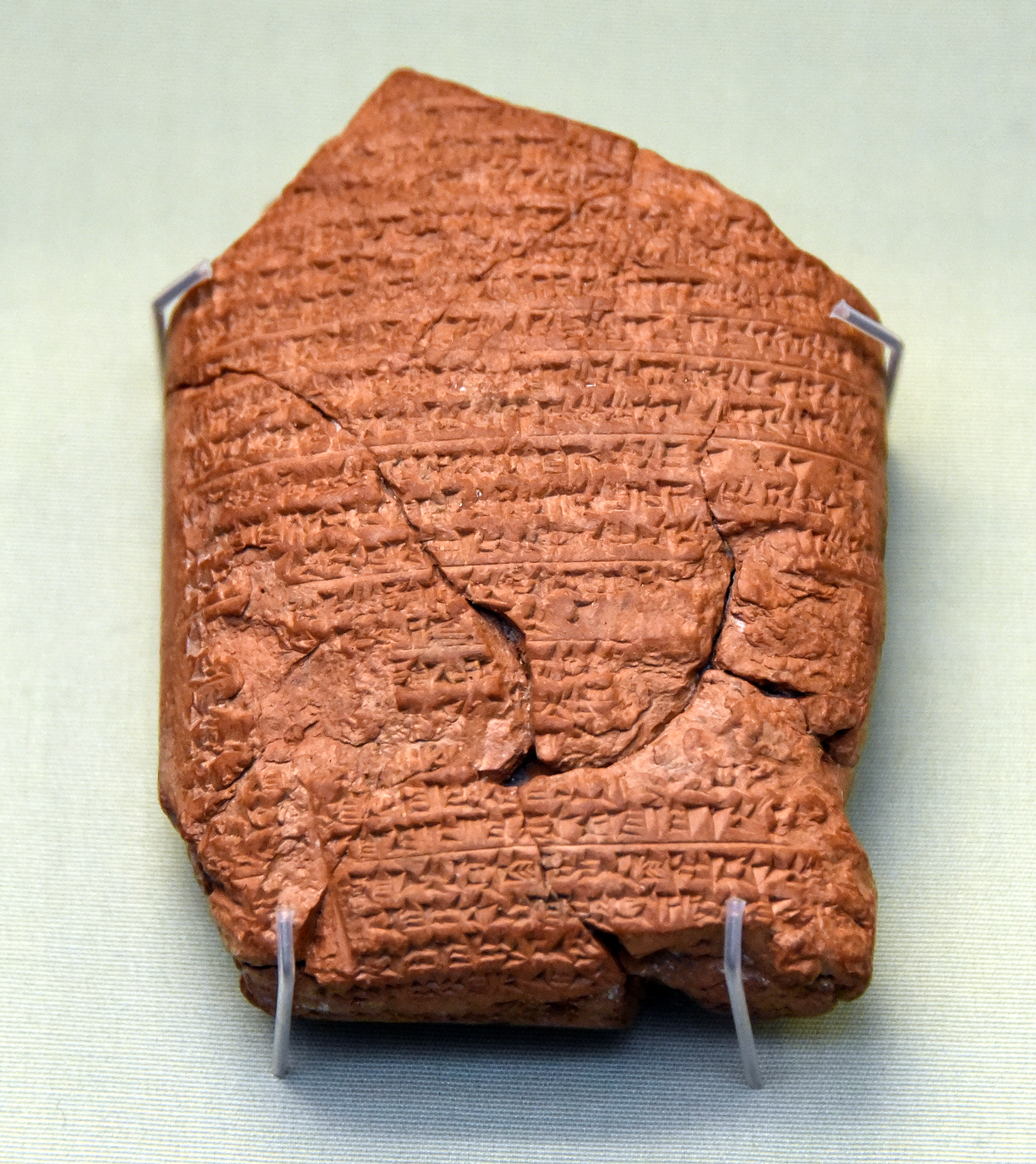
이 점토판은 네부카드네자르가 기원전 597년에 예루살렘을 포위하고 항복을 받아냈다고 적는다.

여호야킴은 바빌로니아인들의 봉신으로 3년을 보냈다. 기원전 601년 바빌로니아의 이집트 침공이 실패하면서 유다에 대한 바빌로니아인들의 지배권이 약화되었다. 여호야킴은 다시 충성의 대상을 이집트로 바꾸었다. 기원전 598년 말, 바빌로니아의 왕 네부카드네자르 2세가 유다를 침공하여 다시 예루살렘을 포위하였는데 이 포위망은 3개월 동안 지속되었다. 여호야킴은 예루살렘 포위가 끝나기 전에 죽었다. 역대기에서는 바빌로니아의 네부카드네자르 왕이 그를 쇠사슬로 결박하여 바빌론으로 잡아갔다고 기록한다. 예레미야는 그가 제대로 된 장례식도 치르지 못하고 죽을 것을 예언하였고, 그 때 유다 백성이 통곡하지 않을 것이라 말하였다. 또한 여호야김이 예루살렘 문 밖에 던져지고 나귀 같이 매장함을 당하리라 예언하였다. 또한 그의 시체는 버림을 당하여 낮에는 더위, 밤에는 추위를 당하리라고 예언하였다. 요세푸스는 네부카드네자르가 고위 장교들과 함께 여호야킴을 죽이고 시신을 "장례를 치르지 않고 성벽 앞에 버리라"고 명령했다고 기록한다.
그의 뒤를 이어 그의 아들 여호야긴이 즉위하였다. 여호야긴은 네부카드네자르에 의해 폐위되었는데, 요세푸스에 의하면 그가 반란을 일으켜 아버지의 원수를 갚을 것을 두려워하였기 때문에 폐위된 것이라고 전한다. 이후 여호야김의 동생 시드키야가 유다의 마지막 왕으로 임명되었다.
바빌로니아 연대기는 기원전 597년 아달월 2일 (3월 16일) 예루살렘이 항복했다고 전한다.